# 지향사
'지향사(地向斜, Geosyncline)'는 19세기 중반 미국 지리학자 제임스 홀(James Hall)과 제임스 드와이트 다나(James Dwight Dana)가 애팔래치아 산맥 에 대한 고전적인 연구를 진행하던 중 처음으로 고안한 이론으로 장기간에 걸쳐 많은 양의 퇴적물이 쌓이면서 가라앉는 거대한 침강 지대를 말한다. 우리나라에서는 고생대에 퇴적된 평남 지향사와 옥천 지향사가 이에 해당된다. 두께가 약 1만m나 되는 퇴적층이 두껍게 쌓여 있다. 지향사가 습곡 작용과 단층 작용을 받으면 습곡 산맥이 형성된다. 그러나 판구조론이 등장한 후로 폐기된 용어이다. 지질 작용을 단순히 지각의 상하운동으로 설명하는 개념이어서 복잡한 지질 작용을 설명하기에 적절하지 않기 때문이다. 더욱이 '땅을 향해 기울어짐'이라는 뜻으로 해석할 수 있는 일본식 한자어이다. 2023년 현재 우리나라 교육과정에서도 공식적으로 사용하지 않고 있다. 

## 같이 보기
- 배사(背斜, anticline)
- 향사(向斜, syncline)
- 지각 평형설